# District de Senanga
Le district de Senanga est un district de Zambie, situé dans la Province Occidentale. Sa capitale se situe à Senanga. Selon le recensement zambien de 2000, le district a une population de 109 119 personnes.